# Liste der Landvögte von Rügen
Das Amt des Landvogtes von Rügen war das bedeutendste landesherrliche Amt auf dem Territorium des ehemaligen Fürstentums Rügen nach dessen Anschluss an das Herzogtum Pommern.
Lange Zeit, spätestens seit 1737, wurde mehrheitlich davon ausgegangen, dass erst nach dem Aussterben der männlichen Linie der Fürsten von Rügen, mit Wizlaw III. und infolgedessen dem hoheitlichen Übergang an das Herzogtum Pommern-Wolgast, mit Stoislaw, Herr zu Putbus, 1326 erstmals ein Landvogt eingesetzt wurde. Gleichermaßen ist spätestens seit November 1835 publiziert, also bekannt, dass Wizlaw III. im Jahre 1322 den Wittower Ritter Guzlav Sume zum Landvogt bestellte. Inzwischen konnten allein über das Pommersche Urkundenbuch 12 weitere, frühere Landvögte und sogar einige spätere ermittelt werden. Als nunmehr frühester rügischer Landvogt dürfte Karolus villicus, der im Jahre 1193 in einer Urkunde Jaromars I. genannt wurde, anzusehen sein. Wo dieser Karl noch als Verwalter tituliert wird, Guzlav Sume späterhin als voget, war dominus Otto Platen, im Jahre 1252 Vogt des Fürsten Jaromar II. der erste mit der Bezeichnung advocatus. So kann die Liste der Landvögte auch heute nicht als lückenlos angesehen werden, sondern lediglich als eine chronologische Reihe aus Urkunden und Nennungen, jedoch ohne einen Anspruch auf Vollständigkeit.
Der Landvogt verkörperte die höchste Gewalt der Gesetzgebung und Rechtsprechung im neuen Landesteil. Das in Bergen auf Rügen ansässige Landvogteigericht war als Instanz den Gerichten der Gardvogteien – Verwaltungs- und Gerichtsbezirke, in die das Fürstentum Rügen ursprünglich unterteilt war – übergeordnet.
Für den landständischen Adel, aus dessen Reihen er üblicherweise stammte, war der Landvogt die erste gerichtliche Instanz. Später wurde der Landvogt gleichzeitig Amtshauptmann in Bergen auf Rügen. Diese Verhältnisse blieben auch in Schwedisch-Pommern erhalten. Der Landvogt erhielt sein Gehalt aus der schwedischen Staatskasse. 1699 versuchten die Schweden das Amt abzuschaffen und zahlten kein Gehalt mehr. 1706 mussten sie es wieder einführen. Die Gehaltszahlungen wurden aber nicht wieder aufgenommen. Während der dänischen Besetzung Schwedisch-Pommerns im Großen Nordischen Krieg von 1715 bis 1721 setzten die Dänen eigene Leute auf den Posten.
Beim Versuch Gustavs IV. Adolf, 1806 Schwedisch-Pommern dem schwedischen Staatsverband anzuschließen, erfolgte eine umfassende Reorganisation des Gerichtswesens, bei der das Amt des Landvogtes abgeschafft wurde.

## Landvögte von Rügen
- 1193 4 Karl villicus
- 1252, 1255 Otto von Platen advocatus
- 1272 4 Ekkehard
- vor 1285 Dubbermar
- 1285 4 Herbord von der Osten
- 1294, 1297 Hermann
- 1295 4 Konrad von Dotenberg
- 1302 4 Arnold von der Osten
- 1307 4 Heinrich von Ralekevitz
- 1309 4 Berthold von der Osten
- 1313, 1315 Johannes von Braunschweig
- 1321, 1322 Rickold von Schmatzhagen
- 1322 4 Guzlav Sume voget
- 1326 4 Johannes von Lebbin
- 1326 4 Borchard von der Osten
- 1326 4 Stoislav, Herr zu Putbus
- 1327, 1334 Eberhard Poretz
- 1329, 1331 Reinfried von Pentz capitaneus
- 1334–1335 Henning (Johann), Herr zu Putbus capitaneus
- 1339 4 Hinrich von der Osten
- 1375–1385 Hinrich von Jasmund
- 1400, 1404 N.N. von Zuhme
- 1411–1413 Hinrich Kak
- 1414–1420 Hinrich von der Osten
- 1421–1432 Henning von Jasmund
- 1443 4 Magnus von Platen
- 1448–1453 Olde Raven Barnekow, 1453 im Machtkampf zwischen Stralsund und Herzog Wartislaw IX. hingerichtet.[6]
- 1456 4 Hinrich von der Osten, auf Lüßvitz
- 1481 4 Middel Raven Barnekow (Sohn des Olde Barnekow)
- 1481–1490 Degener von Buggenhagen, Erblandmarschall
- 1490–1496 Curd von Krakevitz
- 1496–1517 Waldemar, Herr zu Putbus
- 1517–1524 Degener von Buggenhagen (erneut)
- 1524–1525 Balthasar (Caspar) von Jasmund, auf Spycker
- 1525–1536 Wilken non Platen, auf Venz, Hauptmann auf Rügen
- 1536–1551 Jaroslav von Kahlden, auf Maltzien
- 1551–1556 Matthäus von Normann, auf Dubnitz
- 1556–1578 Georg (Jürgen) von Platen, auf Venz
- 1578–1597 Heinrich von Normann, auf Dubnitz
- 1598–1604 Balthasar von Jasmund, auf Spycker
- 1604–1611 Hans von Krakevitz, auf Postelitz
- 1611–1628 Christoph von der Lancken, auf Woldenitz
- 1629 4 Nikolaus von Ahnen, auf Natzevitz (nur ernannt)
- 1630–1632 Arend von Bohlen, auf Glasitz
- 1632–1642 Eckard von Usedom, auf Kartzitz, Landrat
- 1643–1664 Ernst von Berglasen, auf Losentitz
- 1664–1694 Wilken von Berglasen, Landrat (Sohn von Ernst)
- 1694–1698 Johann Karl von der Lancken, auf Zürkvitz
- 1699–1706 Jakob (von) Wewezer, schwedischer Amtmann
- 1706–1711 Arend Christoph von Bohlen auf Bohlendorf, schwedischer Amtmann
- 1711–1716 Hermann Alexander von Wolffradt, auf Udars, Amtmann
- 1716–1718 Johann Jansson von Silberstern, dänischer Amtmann
- 1718–1720 Christoph August von Johnn, dänischer Amtmann
- 1721–1734 Hermann Alexander von Wolffradt, auf Udars (erneut)
- 1736–1759 Bogislav Georg von Platen auf Freesen
- 1760–1785 Carl Gustav von Wolffradt
- 1785–1805 Karl Friedrich Gerhard von Usedom
- 1805–1806 Karl Ludwig Adolph von Bohlen, Amts-/Kreisrichter